# Heinrich Stratmann (Chemiker)
Heinrich Stratmann (* 14. September 1923 in Bochum; † 9. Juli 2002) war ein deutscher Chemiker und Umweltexperte. Er war Präsident des nordrhein-westfälischen Landesamtes für Immissionsschutz und stellvertretender Vorsitzender der Kommission Reinhaltung der Luft.

## Leben
Nach dem Besuch der Volksschule absolvierte Heinrich Stratmann beim Benzolverband eine Ausbildung als Laborant. Im Anschluss studierte er an der Staatlichen Ingenieurschule in Essen Chemie. Noch vor Studienabschluss wurde er zunächst zum Reichsarbeitsdienst, dann zum Militär eingezogen. Eine 1943 in Russland erlittene Schussverletzung verhinderte eine weitere Verwendung im Kriegsdienst, sodass er sein Studium fortsetzen konnte. Dieses schloss er kurz vor Kriegsende ab. Gleichzeitig holte er in Abendkursen sein Abitur nach. Nach offizieller Wiederaufnahme des Lehrbetriebs an der Essener Ingenieurschule unterrichtete Stratmann dort. Parallel dazu studierte er von 1946 bis 1950 Chemie an der RWTH Aachen und schloss sein Studium als Diplom-Chemiker ab. Nach dem Studium promovierte er bei Carl Kröger über ein Thema im Bereich Brennstofftechnik.
1950 wurde Stratmann Leiter der chemischen Abteilung der Kohlenstoffbiologischen Forschungsstation. 1954 stellte er mit dem „Stratmann-Koffer“ ein mobiles Messgerät zur Erfassung von Schwefeldioxid-Immissionen vor. Mit der Einrichtung eines VDI-Ausschusses Reinhaltung der Luft Mitte der 1950er-Jahre wurde er Obmann des Unterausschusses Richtlinien für Messung von Gaskonzentrationen und Niederschlägen. Zusammen mit anderen Fachleuten der Luftreinhaltung gründete Stratmann 1956 die Reinluft GmbH, die mehrere Verfahren zur Rauchgasreinigung patentieren ließ. In Zusammenarbeit mit Robert Guderian ermittelte er ab Ende der 1950er-Jahre im „Freilandversuch Biersdorf“ die Dosis-Wirkung-Beziehung bei der Schädigung der Vegetation durch Schwefeldioxid. Mit der Gründung des Forschungsinstituts für Luftreinhaltung im Jahr 1960 wurde Stratmann dessen wissenschaftlicher Leiter. Im Dezember 1963 wurde das in Essen ansässige Forschungsinstitut für Luftreinhaltung mit der Bochumer Landesanstalt für Bodennutzungsschutz zur Landesanstalt für Immissions- und Bodenschutz des Landes Nordrhein-Westfalen vereinigt. Stratmann wurde Beamter und stellvertretender Direktor dieser Behörde. Sieben Jahre später wurde er Präsident der mittlerweile in Landesanstalt für Immissionsschutz umbenannten Einrichtung. Von 1973 bis 1988 lehrte er parallel dazu an der Ruhr-Universität Bochum als Honorarprofessor. 1988 trat er in den Ruhestand.
Heinrich Stratmann war Mitglied des Vereins Deutscher Ingenieure (VDI) und des Bochumer Bezirksvereins des VDI, obwohl er in Essen wohnte. Er war seit 1957 ehrenamtlich für die Kommission Reinhaltung der Luft (KRdL) tätig und gehörte ab 1966 deren Vorstand und Beirat an. Von 1973 bis 1988 war er stellvertretender Vorsitzender der KRdL.
Heinrich Stratmann starb im Juli 2002. Er wurde auf dem Bergfriedhof in Essen-Heidhausen beigesetzt.

## Auszeichnungen
- 1973: Bundesverdienstkreuz am Bande[6]
- 1978: VDI-Ehrenmedaille
- 1980: Bundesverdienstkreuz 1. Klasse[7]
- 1989: VDI-Ehrenzeichen

## Schriften (Auswahl)
- Freilandversuche zur Ermittlung von Schwefeldioxydwirkungen auf die Vegetation, Teil 1, Übersicht zur Versuchsmethodik und Versuchsauswertung. Westdeutscher Verlag, Köln/Opladen 1962 (zusammen mit Robert Guderian).
- Freilandversuche zur Ermittlung von Schwefeldioxydwirkungen auf die Vegetation, Teil 2, Messung und Bewertung der SO2-Immissionen. Westdeutscher Verlag, Köln/Opladen 1963.
- Freilandversuche zur Ermittlung von Schwefeldioxydwirkungen auf die Vegetation, Teil 3, Grenzwerte schädlicher SO2-Immissionen für Obst- und Forstkulturen sowie für landwirtschaftliche und gärtnerische Pflanzenarten. Westdeutscher Verlag, Köln/Opladen 1968 (zusammen mit Robert Guderian).
- Experimentelle Untersuchungen über pflanzenschädigende Fluorwasserstoff-Konzentrationen. Westdeutscher Verlag, Köln/Opladen 1969 (zusammen mit Robert Guderian und Hans van Haut).
- Wirkungen von Luftverunreinigungen auf die Vegetation. Landesanstalt für Immissionsschutz (LIS), Essen 1984.